# Graf DK 48

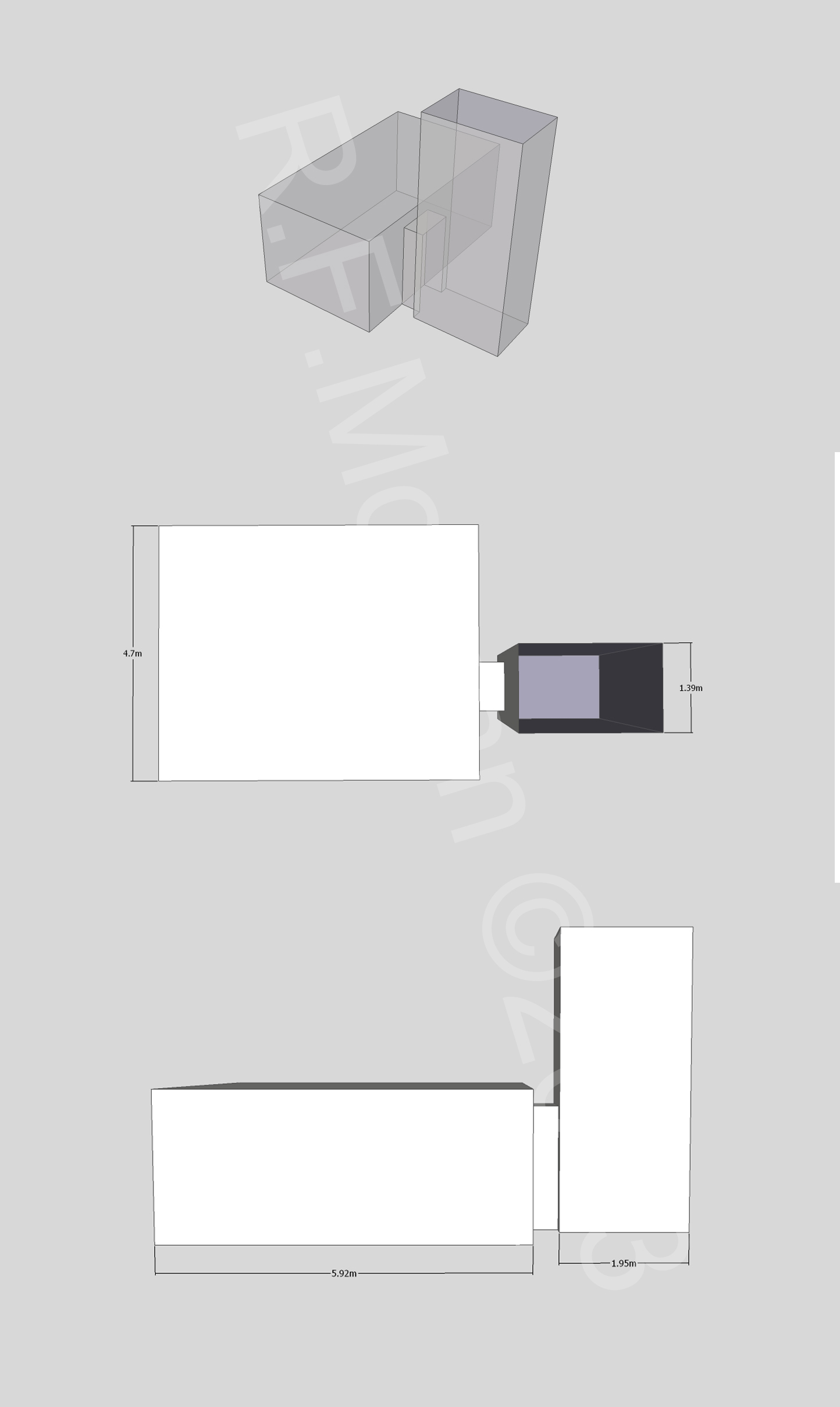
Schematische weergave van graf DK 48

Graf DK 48 is een graf uit de Vallei der Koningen. Het graf, daterend uit de 18e dynastie, werd ontdekt door Edward Russell Ayrton in januari 1906. Het werd gebouwd voor Amenemopet, de gouverneur van Thebe onder farao Amenhotep II.